# Золотистая трисса
Золотистая трисса, или трисса Дюссюмье (лат. Thryssa dussumieri), — вид лучепёрых рыб семейства анчоусовых. Максимальная длина тела 11 см. Распространены в Индо-Тихоокеанской области.

## Этимология названия
Видовое название дано в честь Жан-Жака Дюссюмье (фр. Jean-Jacques Dussumier, 1792 — 1883), французского путешественника и купца из Бордо, известного как коллекционера зоологических видов из южной Азии и регионов по всему Индийскому океану.

## Описание
Максимальная длина тела 11 см. Тело удлинённое, сжатое с боков. Вдоль брюха от истмуса до анального отверстия проходит ряд из 21—24 килеватых чешуй, из них 15—16 чешуй перед брюшными плавниками и 6—9 чешуй после брюшных плавников. Верхняя челюсть очень длинная, её окончание доходит до середины длины грудных плавников и почти до основания брюшных плавников. Первая надчелюстная кость отсутствует. Зубы очень маленькие, нет клыковидных зубов. На нижней ветви первой жаберной дуги 17—19 жаберных тычинок. Зазубрины на внутренней поверхности тычинок расположены группами. Спинной плавник короткий, с 12—13 мягкими лучами. В анальном плавнике 29—37 мягких лучей, первые три луча неразветвлённые. Хвостовой плавник выемчатый. В латеральной серии 36—40 рядов чешуи. За верхней частью жаберного отверстия расположено тёмное пятно, которое обычно соединяется с тёмным седловидным участком на затылке.

## Ареал и места обитания
Распространены в Индо-Тихоокеанской области от Сиамского залива и Малайзии до Индонезии на юге и Тайваня на севере. Не обнаружены  у Папуа — Новая Гвинея и севера Австралии. В Индийском океане встречаются у берегов Пакистана, Индии и Мьянмы.
Морские пелагические рыбы. Образуют большие скопления в прибрежных водах на глубине до 10 м. Молодь питается диатомовыми водорослями, а взрослые особи зоопланктоном (личинки креветок, копеподы и др.). 